# 喬治亞飲食

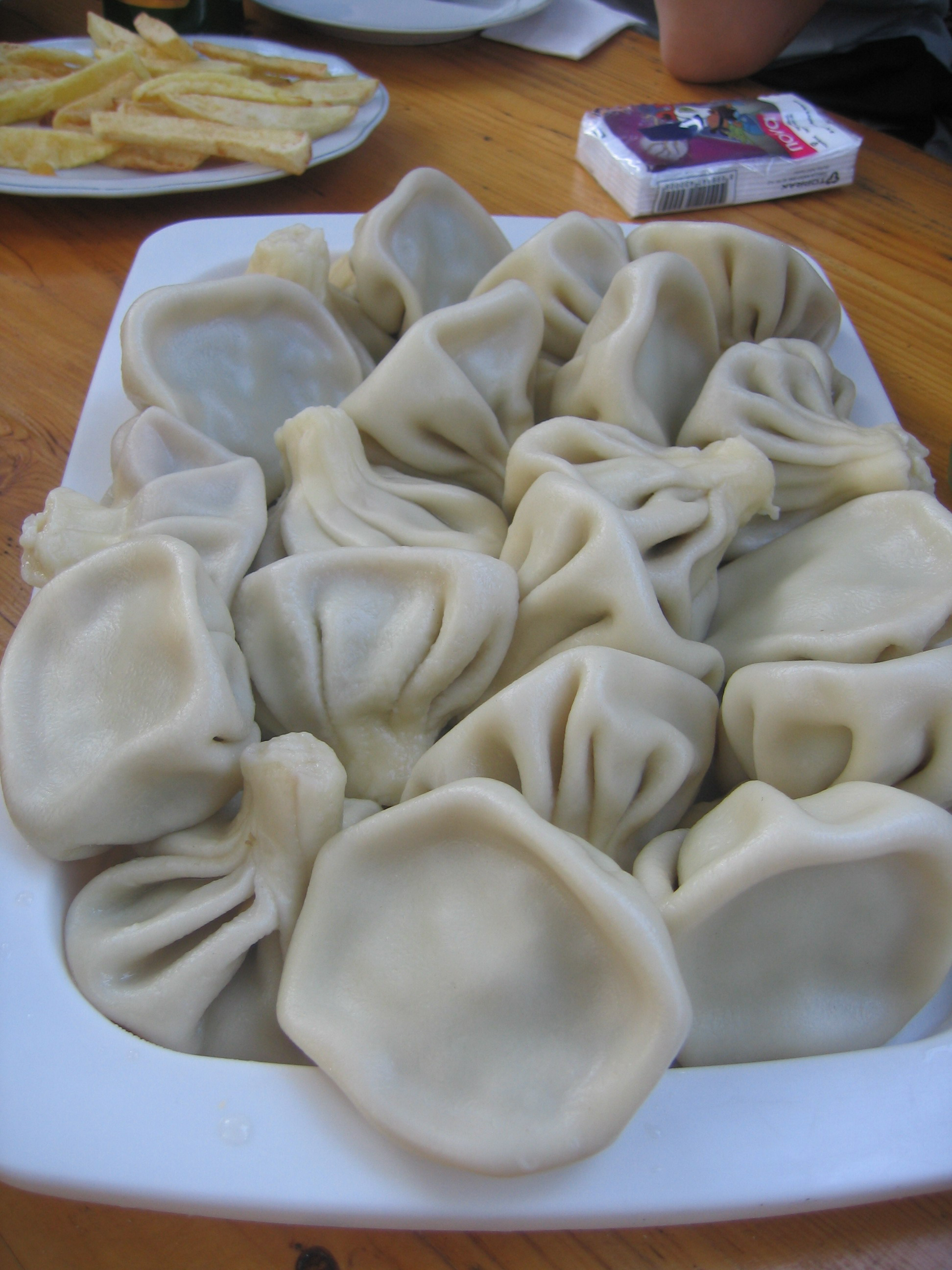
卡里餃

喬治亞飲食是指喬治亞獨特的飲食文化。喬治亞地處鏈接歐亞大陸的貿易路線的中繼點，因此飲食受到多個地區的影響。喬治亞飲食的特點是做法及食材多樣，且較多使用香料。20世紀之後，由於史達林等喬治亞裔俄羅斯人偏好喬治亞食物，喬治亞飲食開始在俄羅斯國內普及。現在俄羅斯幾乎所有城市都有喬治亞餐館。喬治亞具代表性的食品包括奇克美露里、阿賈普桑達利、巴德里亞尼、戈吉納基、奇希爾圖馬、查納基、羅比奧、卡爾喬、卡里餃、丘爾其赫拉、起司麵包、馬措尼等。喬治亞人自8000年前就開始釀造葡萄酒，是葡萄酒的發明國，已有8000年的釀酒歷史。喬治亞葡萄酒在世界享有盛譽。